# Mellansjön (Hackås socken, Jämtland)
Mellansjön är en sjö i Bergs kommun i Jämtland och ingår i Indalsälvens huvudavrinningsområde. Sjön har en area på 0,785 kvadratkilometer och ligger 412,1 meter över havet. Sjön avvattnas av vattendraget Billstaån.

## Delavrinningsområde
Mellansjön ingår i det delavrinningsområde (695017-145112) som SMHI kallar för Utloppet av Mellansjön. Medelhöjden är 438 meter över havet och ytan är 3,99 kvadratkilometer. Räknas de 4 avrinningsområdena uppströms in blir den ackumulerade arean 29,05 kvadratkilometer. Billstaån som avvattnar avrinningsområdet har biflödesordning 2, vilket innebär att vattnet flödar genom totalt 2 vattendrag innan det når havet efter 312 kilometer. Avrinningsområdet består mestadels av skog (67 procent). Avrinningsområdet har 0,79 kvadratkilometer vattenytor vilket ger det en sjöprocent på 19,7 procent.